# Книжная серия
Книжная серия — это книги, по тем или иным причинам позиционированные издателем как составляющие единую последовательность. Чаще всего книги серии выходят в одном издательстве и объединены общим оформлением.

## В современном книгоиздании
В современном книгоиздании произведения жанровой литературы (детектив, фантастика и фэнтези, любовный роман, юмористическая проза, некоторые поджанры детской литературы и т. д.) выпускаются именно в составе книжных серий. В ряде случаев такие серии являются составной частью вымышленных миров, в которых, помимо книг, выпускают игры (компьютерные или настольные), фильмы или сериалы, а также связанную продукцию. В то же время серийный принцип книгоиздания традиционно широко распространён в области научно-популярной литературы, а также поэзии.
Особой разновидностью книжной серии является авторская серия, включающая произведения одного писателя или книги разных авторов, подготовленные и рекомендованные одним писателем, — например, «Библиотека Борхеса» или серии Макса Фрая в издательстве «Амфора» (литературный проект «Фрам»).
Обложки книжных серий оформляются так, чтобы максимально облегчить читателю поиск нужной книги на полке. Как правило, речь идет об однотипном фоне, шрифтах и стиле. В некоторых случаях названия также стилизуются в одном ключе.
По мнению исследователя российского книгоиздания Андрея Ильницкого, серия — это важный способ изучения и структурирования книжного рынка: когда 

«издатели встали перед необходимостью формирования нового содержания и структуры выпуска, раскрутки собственных издательских и авторских брендов.
Для решения этих задач был выбран единственно правильный путь — если имен и названий нет, их надо создавать. Но как?.. Выпуская серии, эмпирическим путём изучая читательский спрос, постепенно «высеивая» из серий отдельные проекты и новые авторские имена, занимая свою нишу на рынке, зарабатывая издательскую репутацию. Если в 1993 году в России существовало 220 книжных серий, то к 1997 году их число достигало уже 1200».

Критик Михаил Иванов, анализируя серийный принцип книгоиздания в некоммерческом сегменте рынка, отмечал в связи с книжными сериями в области современной поэзии, что

важнейшим фактором для их развития является внятное целеполагание и стратегически верное расположение серии в рамках единого поля. Помимо серий «АРГО-РИСКа», иллюстрацией может служить успех поэтических серий издательства «НЛО» «Премия Андрея Белого» и «Поэты русской диаспоры». Еще один важнейший фактор развития, который в сочетании с остальными используется для грамотного развития книжных серий — это брендбилдинг за счет поддержания уникальности продукта. В случае с книжной серией её ключевым свойством как рекомендательного органа, что ли, является авторитетность. Потребитель, в нашем случае — читатель, как профессионал, так и любитель, должен быть абсолютно уверен, что, приобретая товар под маркой, скажем, «Воздух», он не купит нечто абсолютно беспомощное.